# Gölemezli, Pamukkale
Gölemezli là một thị trấn thuộc huyện Pamukkale, tỉnh Denizli, Thổ Nhĩ Kỳ. Dân số thời điểm năm 2010 là 623 người.